# Maatia Toafa
Maatia Toafa (1954) é um político de Tuvalu, tendo sido primeiro-ministro do país por duas vezes, sendo que, nos dois mandatos teve de se retirar por uma moção de censura do Parlamento. Também trabalhou no Fórum das Ilhas do Pacífico, em Suva, Fiji.